# Порохова, Валерия Михайловна
Вале́рия (Има́н) Миха́йловна По́рохова (14 мая 1940, Ухта, СССР — 2 сентября 2019) — российский профессиональный переводчик-синхронист с английского языка и мусульманский общественный деятель. Получила известность как автор смыслового перевода Корана на русский язык, который выдержал 12 изданий и вызвал неоднозначные оценки со стороны учёных.
Являлась членом ряда общественных академий. Действительный член Академии гуманитарных наук (с 1996). Член правления Евразийской международной академии культуры (с 1996). Действительный член Международной академии информатизации. Действительный член Российской академии естественных наук (РАЕН) (секция геополитики и безопасности, 1999). Почётный профессор Евразийского национального университета.

## Биография
Дедушка по матери — дворянин, Павел Константинович Порохов, бабушка — Александра Леонардова, отец расстрелян в годы сталинских репрессий, мать, Порохова Наталья Павловна, крещена 2 июня 1906 года в Царскосельском Екатерининском соборе. Как жена «врага народа» находилась в ссылке в Ухте, где родила Валерию. В период хрущёвской оттепели вернулась в Москву и 30 лет преподавала в Московской медицинской академии.
Валерия окончила Московский государственный педагогический институт иностранных языков имени Мориса Тореза (МГПИИЯ), в истории которого первой защитила диплом на иностранном языке. Руководитель диплома — З. М. Цветкова.
После окончания института 18 лет преподавала в Московском инженерно-физическом институте (МИФИ). Одновременно училась и получила диплом философского факультета МГУ при Доме учёных[уточнить][уточнить].
В 1975 году вышла замуж за гражданина Сирии Мухаммада Саида Аль-Рошда, выпускника факультета шариата Дамасского университета, который в то время был студентом Московского автомеханического института с последующей аспирантурой в Московском инженерно-строительном институте. В браке родился сын Халид. Также у Валерии Пороховой есть сын от первого брака, Андрей.
В 1981 году приняла православное крещение.
В 1985 году переехала из Москвы в Дамаск, где приняла ислам и имя Иман (араб. إيمان‎ — Вера). Начала работу над переводом Корана, завершённую к 1991 году.
C 1991 года возглавляла совет московского исламского просветительского центра «Аль-Фуркан», генеральным директором которого является её муж Мухаммад Саид Аль-Рошд.
В 2000 году стала сопредседателем религиозной организации русских мусульман «Прямой путь».
С 2001 года являлась заместителем председателя политического совета Евразийской партии России, возглавляемой Абдул-Вахед Ниязовым.
В 2014 году была избрана в совет клуба «Стратегия — Гармоничный мир».
Являлась президентом международного фонда «Межконфессиональное согласие и стабильность».
Скончалась 2 сентября 2019 года в час дня. Али Вячеслав Полосин в беседе с РБК назвал главными причинами смерти, наряду с возрастом, плеврит и онкологическое заболевание. Прощание, на котором присутствовало около 200 человек, прошло 5 сентября в Московской соборной мечети.
Похоронена на московском Хованском кладбище.

## Перевод Корана на русский язык
Сама В. М. Порохова описывала свою работу следующим образом:
Я пишу „Переводы смыслов Корана“ в Дамаске в семье свёкра, шейха, под неукоснительным оком верховного муфтия Сирии<…> окружённая сотнями томов тафсиров, из которых при малейшем сомнении мне вычитывается соответствующий текст моим мужем, доктором Мухаммадом аль-Рошдом<…> Я готова нести сознательную ответственность за точность в передаче Писания, так как в своей работе я строго следовала традиции исламского богословия, используя как исконно арабские тафсиры (ат-Табари, аль-Куртуби, Ибн Касира, Сайда Кутба), так и справочные материалы известных европейских учёных-арабистов.
А в интервью казахстанской газете «Новое поколение» от 17 августа 2007 отметила следующее:
Говорили, Порохова пользовалась английским переводом. А они что хотят сказать, что пользуются арабским текстом? Я читала филологический подстрочник Крачковского, пользовалась английской вытяжкой смысла, проецировала на арабский текст и, следуя всем грамматическим категориям, профессионально передавала его на русском.
В 1989 году научные сотрудники Института востоковедения АН СССР А. В. Малашенко и С. Х. Камилев на запрос журнала «Наука и религия» следующим образом отозвались о переводе Пороховой:
Мы представляем читателям опыт поэтического перевода Корана, выполненный Валерией Пороховой. Если у переводчика нет особого дара проникать в иную культуру, он никогда не почувствует, не ощутит атмосферу аравийской жизни VII века, в которой произнесены были первые и последние слова Корана, а значит не сможет донести смысл и дух его до читателя, воспитанного в других традициях, в другой культуре. Думаем, что Валерия Порохова — счастливая обладательница такого дара.
Валерия Порохова стремилась к наиболее точному, наиболее полному переводу Корана. При такой задаче неизбежно встаёт вопрос, как донести до читателя содержание иноязычного текста, не погубив его форму, и как, сохраняя образность, стилистику, не уйти слишком далеко от смысла, заложенного в оригинале? Полагаем, Валерии Пороховой удалось передать на русском языке поэтику многих Сур, их красоту и изящество, торжественность стиха, не отклонившись от сути.
В 1990 году в ежегодном сборнике «Религии Мира» Академии Наук СССР было опубликовано несколько отрывков из перевода Пороховой с предваряющим текстом «допустить стихи в академическое издание мы решились, лишь убедившись в их полной корректности относительно оригинала, отсутствии каких бы то ни было искажений в передаче смысла Священной Книги мусульман».
В 1991 году востоковед А. Е. Бертельс на презентации перевода в ЦДЛ высказался следующим образом:
Впервые Коран зазвучал на русском языке. И пусть востоковеды занимаются филологией Священной Книги. Но впервые в коранической школе востоковедения России проделана религиозная работа и это замечательно сделала Валерия Порохова.
В 1995 году российский учёный-востоковед и исследователь Корана В. Д. Ушаков отметил, что «переводчик не владеет арабским языком, а её знание русского языка далеко не совершенно», в качестве примера он привёл отрывок из первого издания перевода Корана Пороховой: «…Пророк Моисей (Муса) сбивает (с деревьев) фураж для скота». Также Ушаков по этому изданию отмечал, что
Например, вместо „уверовать в Бога“ она пишет „уверить в Бога“; вместо „вы творили беззаконие“ — „вы были беззаконны“ (43:39). Чего стоит такой отрывок „А тот, кто делает добро в и(в Господа) уверил. Не убоится ни обид, ни утеснения (довольства)“(20:112). Я не говорю уже о смысловых ошибках в переводе. Перевод издан без научной и технической редактуры, без привлечения рецензентов. (Роль заявленного на титульном листе „главного редактора“ д-ра Саида аль-Рашида вообще непонятна, поскольку очевидно, что в книге не выполнена роль, которую обычно исполняет ответственный или научный редактор). Несмотря на удачный поэтический перевод Валерией Пороховой отдельных коранических айатов, учёные-члены Ассоциации исламоведов при Совете муфтиев России не считают возможным признать этот перевод сколько-нибудь удовлетворительным и рекомендовать его читателям.
В 1996 году кандидат филологических наук Аля Дин Фарахат Хасан в своей диссертации определял перевод Пороховой как смысловой и отмечал, что она «хотела передать адекватную форму оригинала, но это не всегда у неё получается так, как нужно» и поэтому смогла достичь «адекватности в некоторой степени». Кроме того он указал на то, что поскольку «часть перевода сделана с английского языка, а не с арабского оригинала, это привело к совершению ошибок, ибо истинный смысл оригинала не всегда передаётся полностью и теряется много смысловых оттенков». В качестве примера ошибки в значении он привёл перевод 24-го аята суры «Аль-Хашр», где верно не переданы основные понятия, имеющиеся в первоисточнике. К таковым он отнёс слово «бари» («Создатель»), которое неверно переведено как «движения блюститель», что не свойственного для коранического текста, а также слово «асма» («имена») ошибочно переданное как «хвалы». В качестве примера ошибки перевода с английского языка представлен 38-й аят «Аз-Зарият», где слово «султан» («довод, доказательство, свидетельство») В. М. Порохова, вслед за автором перевода Корана на английский язык Абдуллой Юсуфом Али и вопреки контексту, неоднократно перевела это слово как «власть», что, по мнению Аля Дин Фарахат Хасан, «свидетельствует о том, что её перевод не с оригинала, а с английского перевода А. Йусуф Али».
22 марта 1997 года по запросу благотворительного фонда президента ОАЭ шейха Зайда ибн Султана аль Инхайана исламская научно-исследовательская академия Аль-Азхар Аль Шариф (Каир, Египет) дала одобрение на печать и тиражирование (25000 экз.) этого перевода в связи с тем фактом, что
Перевод выполнен в истинно исламском духе и традиции и все замечания, поправки и рекомендации относительно коранических понятийных явлений, внесённые академией, встретили адекватную и благодарную реакцию автора перевода.
В 1997 году научно-исследовательский центр международного благотворительного фонда Human Appeal International прежде, чем взять на себя ответственность за финансирование тиража (20 000 экз.) этого перевода, предпринял тщательный анализ его материала, результаты которого «достоверно указали на ярко выраженную мусульманскую направленность перевода, выполненного в исконно исламской традиции, и отсутствие искажений в передаче смысла Священной Книги при наличии допустимых вариантов разночтения». При этом эти специалисты, «трое из которых русского происхождения мусульманской ориентации и трое — арабских алимов (учёных), владеющих русским языком», категорически опровергают «пристрастную критику двух арабистов советской школы востоковедения с сомнительной репутацией относительно их конфессиональной ориентации, посланную в Департамент Религии Дубая с исключительной целью компрометации перевода Иман В. Пороховой».
В 1999 году российский исламовед А. В. Малашенко в опросе «Независимой газеты» следующим образом отозвался о переводе Пороховой:
Я бы рекомендовал читателям перевод Пороховой, который, по моему мнению, является блестящим поэтическим произведением. Порохова назвала свой перевод „переводом смыслов Корана“. Я думаю, это правильно, потому что абсолютно точный перевод Корана не удастся осуществить никому.
А журналу «Дружба народов» в 2009 году он описывал своё первое ознакомление с переводом:
Сравнивал арабские аяты с английскими, французскими. Однако, не будучи филологом, делать окончательные выводы не рискнул и попросил помощи у замечательного филолога Саида Камилева (в своё время мы с ним вместе переводили «Зелёную книгу» ливийского вождя Муамара Каддафи). Филологи — люди въедливые. Саид сделал несколько замечаний, но в конце концов согласился, что печатать можно.
Сейчас пороховский перевод наиболее известен. Его удалось, что называется, „раскрутить“. Кто-то, в том числе мусульманские духовные авторитеты, настроены по отношению к нему скептически. Не спорю, основания для дискуссии существуют. Но главное всё же не в этом. Главное в том, что, несмотря на огрехи, пороховская поэтическая версия с подзаголовком „перевод смыслов“ открыла главную книгу мусульман для немусульман. Коран стали читать русские и „русскоязычные“ граждане.
В 1999 году в опросе «Независимой газеты» научный сотрудник Санкт-Петербургского отделения Института востоковедения РАН С. М. Прозоров высказал мнение, что если читателю «нужно лёгкое чтение, то вполне подойдёт перевод Пороховой». Также он отметил, что хотя Порохова является мусульманкой, «её перевод наполнен христианскими эсхатологическими понятиями», а сам перевод «отражает ту эпоху и ту обстановку, в которой живёт переводчик». Он сделал общий вывод, что «её понимание Корана, ислама в целом — это понимание недавно обращённой мусульманки конца XX столетия».
В 2000 году председатель Совета муфтиев России Равиль Гайнутдин дал следующую оценку перевода:
С большим удовольствием я ознакомился с вашим высокохудожественным переводом смыслов Священного Корана, который пользуется большим спросом у верующих и помогает проповеди ислама в нашей стране и в странах СНГ. К сожалению, общий тираж ваших изданий слишком мал для России, где проживают около 25 миллионов мусульман. Если среди деловых кругов будет понимание того, что Коран должен быть в каждой мусульманской семье, то издание вашего перевода смыслов Откровения массовым тиражом станет достойным вкладом в духовное просвещение миллионов русскоязычных верующих.
В 2001 году известный российский арабист Е. А. Резван отметил, что этот перевод:
…Являет собой синтез в высшей степени удачного менеджмента и крайне безграмотной реализации сложнейшей научной задачи…
Резван упрекал Порохову в незнании арабского языка, отсутствии специальной подготовки и называл рецензии, высоко оценивающие перевод, «заказными». В частности, факсимиле документа из канцелярии аль-Азхара указывало лишь на точность воспроизведения в данном издании арабского текста Корана, а вовсе не перевода, публикация которого в 1997 году вызвала скандал в ОАЭ, после чего созданная министерством вакфов Дубая комиссия египетских, саудовских, марокканских и российских учёных нашла в переводе огромное количество ошибок, искажающих содержание текста. Кроме того он указал на то, что ряд членов комиссии высказал мнение, что предисловие содержит пропаганду «идеи коммунизма, крестовых походов и сионизма», и отдельно отметил, что «крайне нелестные оценки даны переводу в Иране».
В 2004 году азербайджанский религиовед, исламовед и философ, автор одного из переводов Корана на русский язык Эльмир Рафаэль оглы Кулиев отметил, что одной из причин для начала им своего перевода Корана послужило то, что:
Поэтический перевод В. Пороховой не передавал точного смысла многих коранических слов и тем более терминов.
В 2007 году российский исламовед А. А. Игнатенко по поводу перевода Пороховой отметил, что:
Негативную реакцию части исламского духовенства России (и многих исламоведов) вызвал бизнес-проект по переводу на русский и распространению в России и СНГ Корана. Исламское духовенство, в основном северокавказское, исходя из того, что Коран, как считает значительная часть мусульман мира, может быть понят только на арабском языке, вносит книгу Коран (перевод смыслов и комментарий Валерии Пороховой), в которой мусульманское духовенство усматривает искажения исламского Писания, в список запрещённых (для мусульман) книг. <…> Российские исламоведы, профессионально занимающиеся переводом Корана (это исключительно сложная сфера исламоведения, людей, способных этим заниматься, у нас в стране можно пересчитать по пальцам одной руки), не могут объяснить людям, находящимся за пределами арабистики и исламоведения, что перевод действительно искажает смысл Корана. <…> За пределами исламоведения — в <так называемом> «исламоведении» перевод Валерии Пороховой либо встречается с энтузиазмом (люди радуются: „смыслы“ Корана излагаются на доступном им языке!), либо критикуется с ожесточением: ей даже приписывается инициирование „отсечения голов, кистей рук и ступней ног у пленников чеченскими боевиками“.
В 2008 году российский религиовед и историк религии, исследователь ислама Р. А. Силантьев отозвался следующим образом о переводе Пороховой:
Перевод смыслов Корана с английского языка на смесь русского и церковно-славянского.
Ранее в «Новейшей история ислама в России» указав на то, что В. М. Порохова наряду с двумя другими идеологами «русских мусульман» (Г. Д. Джемалем и А.-В. С. Полосиным) обвинялась в незнании арабского языка и самых основ акиды, тем не менее отметил, что «из них троих арабским владела только Порохова, однако свой перевод Корана она всё-таки сделала с английского языка».

## Прочие сведения
Как заметил Игнатенко, на 2007 год на сайте интернет-магазина Centrmag.ru было написано «Валерия Порохова фигурирует как автор Корана». По этому поводу учёный отметил, что «то, что иной востоковед расценит как анекдотический курьёз, однозначно является для мусульман оскорбительным святотатством: Коран для них — речь Аллаха».
Некоторые сайты сети Интернет, например, сайт постоянного представительства Республики Ингушетия, при написании имени Пороховой по ошибке используют слово «имам» вместо арабского имени Иман.
Некоторые журналисты называют перевод Валерии Пороховой «единственным каноническим переводом», а её саму автором «канонического перевода священной книги мусульман, Корана, на русский язык».

## Деятельность
На протяжении 20 лет вела активную просветительскую и миссионерскую деятельность. Многочисленные поездки по городам России, Казахстана, Средней Азии. Автор многих докладов и лекций на различных международных конференциях, как, например, ключевой доклад на пленарном заседании ОБСЕ в декабре 2010 и доклад на заседании комиссии ЮНЕСКО в Киргизии в марте 2002 года. Поддерживала тесные отношения с движением «Штаб татар».

## Награды и звания
- 17 мая 1996 — в Санкт-Петербурге получила звание действительного члена (академика) общественной академии «Академия гуманитарных наук»[4][9][47][48].
- 29 августа 1997 — стала действительным членом общественной академии Международной академии информатизации при ООН[4][9][47][48].
- 21 сентября 1997 — избрана членом правления общественной академии «Евразийская международная академия культуры», а выполненный ею перевод Корана выдвинут[кем?] на присвоение международной премии «Книга года — 1998»[9][47][48].
- 3 июня 1998 — указом Президиума Духовного управления мусульман Центрально-Европейского региона России награждена медалью «За духовное единение»[9][47][48].
- 29 декабря 1999 — избрана действительным членом (академиком) общественной академии РАЕН[9][47][48].
- 27 апреля 2000 — президиум РАЕН на основании решения № 124 наградил её почётным знаком (орденом) «За заслуги в развитии науки»[9][47][48].
- 15 мая 2000 — общественная организация Международный межакадемический союз (ММС) при ООН наградила её своей высшей наградой, орденом «Звезды Вернадского» первой степени[9][47][48].
- 1 октября 2002 — президиум РАЕН наградил её орденом «За заслуги перед отечеством»[9][47][48].
- 23 марта 2003 — президиум РАЕН присудил звание «Лауреат РАЕН „Во славу и пользу Отечеству“»[48].
- 6 ноября 2003 — президентом Исламской Республики Иран Мохаммадом Хатами награждена значимой в мусульманском мире наградой «Служитель (Хранитель) Священного Корана»[9][47][48].
- 31 марта 2005 — президиум РАЕН на основании решения № 179 наградил её орденом «За вклад в развитие общества»[48].
- 27 мая 2005 — общественной организацией «Академия проблем безопасности обороны и правопорядка» награждена орденом Петра Великого I степени «За выдающиеся заслуги и большой личный вклад в развитие и укрепление государства Российского»[9][47][48].
- 29 июня 2005 — решением швейцарского парламента и Совета Европы за подписью д-ра Рут-Габи Вермот Порохова получила свидетельство о номинации на Нобелевскую Премию мира 2005 года в числе 1000 выдающихся и самых влиятельных женщин планеты[9][47][48].
- 28 января 2013 — стала действительным членом (академиком) общественной академии «Международная академия творчества»[48].
- Заняла 60 место в «Топ-100 влиятельных мусульман России» интернет-издания «Бизнес Online»[17].

## Пояснения
1. ↑  Роман Силантьев отмечает: «Часто в биографиях Пороховой по непонятным причинам её год рождения указывается как 1949»
2. ↑  . А. А. Игнатенко по этому поводу отмечал, что данный перевод стиха является одним «из многих примеров неадекватного переложения Корана, понятный неисламоведу и неарабисту, а любому человеку, обладающему чувством языка (русского в данном случае): не может в 18-м аяте 20-й суры Корана говориться о „фураже“ (для того, чтобы в этом убедиться, достаточно посмотреть в любой словарь русского языка и в академический исламоведческий перевод И. Ю. Крачковского). Но есть и ряд искажений, которые не так легко увидеть и понять непрофессионалу»

### Научная
- Алиев А. А.-Г. Коран в России: источник знаний или объект мифотворчества?. — М.: Дружба народов, 2004. — 384 с. — ISBN 5-285-01903-6.
- Аля Дин Фарахат Хасан. Русская школа перевода Корана (на материале переводов с арабского языка) / диссертация ... кандидата филологических наук: 10.02.01. — М.: Гос. ИРЯ им. А. С. Пушкина, 1996a. — 209 с.
- Аля Дин Фарахат Хасан. Русская школа перевода Корана (на материале переводов с арабского языка) / автореферат дис. … кандидата филологических наук: 10.02.01. — Гос. ИРЯ им. А. С. Пушкина. — М., 1996b. — 20 с.
- Долинина А. А. Русские переводы Корана в XX веке: Краткая характеристика // Учёные записки Казанского университета. Гуманитарные науки. — Т. 155, кн. 3, ч. 2. — С. 7—17.
- Дорофеев Ф. А. Коран: история формирования и проблемы переводов. Материалы по курсу религиоведение, учеб. пособие. — Н. Новгород: Изд-во ННГУ, 2008. — 47 с. — 300 экз.
- Игнатенко А. А. Ислам в XXI веке: Главные направления исследования // «Полития». — 2007. — № 4 (47). — С. 7—34. Архивировано из оригинала 19 декабря 2013 года.; Копия на сайте «Института религии и политики» (i-r-p.ru) (Дата обращения: 9 февраля 2014)
- Матвеев К. П. История ислама: всё об арабах до ислама: Ислам: история, традиции, обычаи — вчера и сегодня. — М.: АСТ; Восток-Запад, 2005. — 255 с. — ISBN 5-17-030712-8.
- Резван Е. А. Коран в истории России (рукописи, издания, судьбы) // Кавказ и Россия — прошлое и настоящее. История, обычаи, религия. — СПб.: Журнал «Звезда», 2006. — С. 193—258. — ISBN 5-7439-0099-X.
- Резван Е. А. Коран и его мир / Отв. ред. проф. В. Д. Ушаков. — СПб.: Петербургское востоковедение, 2001. — 608 с. — (Orientalia). — ISBN 5-85803-183-8.
- Силантьев Р. А. Новейшая история ислама в России. — М.: Алгоритм, 2007. — 576 с. — 4000 экз. — ISBN 978-5-9265-0322-4.
- Силантьев Р. А. Ислам в современной России. Энциклопедия. — М.: Алгоритм, 2008. — 576 с. — 3000 экз. — ISBN 978-5-9265-0467-2.
- Силантьев Р. А. 100 самых известных «русских мусульман». — Екатеринбург: Екатеринбургская епархия, Миссионерский отдел, 2016. — 216 с. — 500 экз.

## Интервью Пороховой
- Тимур Рахматуллин. Валерия Порохова: «Пять-шесть мечетей в Москве и в области на 2,5 миллиона мусульман — это хамство» Архивная копия от 22 июля 2020 на Wayback Machine//Интернет-газета "Реальное время, 03.12.2018.
- Тимур Рахматуллин. Валерия Порохова: «Неправильно отягощать ислам национальным языком»Архивная копия от 2 сентября 2019 на Wayback Machine//Интернет-газета «Реальное время», 10.12.2018
- Войцеховский Б. Иман Валерия Порохова: «Если мусульманин прочитает Коран, он террористом не станет» // Газета «Комсомольская правда», 16.10.2001.
- Екатерина Бычкова. Переводчица Корана: «Нигде женщина не имеет столько прав, сколько в исламе» // Газета «Аргументы и факты», 1.11.2013.
- Кочевников К. Пифия // Газета «Новое Поколение» — Казахстан, 17 августа 2007. — №32 (480).; репост: Валерия Порохова: «Я счастлива, что успела стать мусульманкой» // Всеукраинский татарский культурный центр «Туган Тел» (new.tatari-kiev.com), 2008. (Дата обращения: 9 февраля 2014).
- Рябов Игорь. Порохова Иман Валерия: «Иерусалим должен быть свободным городом» Архивная копия от 21 февраля 2014 на Wayback Machine // Газета «Московский комсомолец», 04.03.2006.
- Магадаева Санет. Интервью Валерии Пороховой в Грозном Архивная копия от 19 декабря 2013 на Wayback Machine // Газета «Наш Мир» — Казахстан, 27.11.2007.
- Порохова Иман Валерия: «Коран не терпит неправильной интерпретации» Архивная копия от 18 апреля 2012 на Wayback Machine // Портал «Day.Az» (news.day.az) 15.03.2010.